# Albert J. Pearson
Albert J. Pearson né à Centerville, en Ohio le 20 mai 1846 et décédé à Woodsfield le 15 mai 1905 est un homme politique américain.